# UFF Rugby
O UFF Rugby é um clube de Rugby cujo início teve origem no time da Universidade Federal Fluminense (UFF), que fica na cidade de Niterói, RJ, Brasil. Fundado no dia 1 de julho de 2004 data do primeiro treino. O clube é filiado à Confederação Brasileira de Rugby.

## História

### O Surgimento
Em julho de 2004 à convite do professor do curso de História Marcos Alvito, o argentino Juan Manuel Pardal (na época mestrando do curso de Engenharia na UFF) realizou uma palestra em uma das disciplina da pós-graduação do curso de história. A disciplina tratava dos reflexos das mudanças na sociedade sobre o esporte, tomando a evolução do rugby como exemplo. O Dia do Ócio, parte da programação da disciplina, marcou o início do que seria o time de rugby da UFF. Um touch no horário da aula, e pela primeira vez a ovalada passeava pelas mãos dos estudantes da UFF e sob olhares dos estudantes presentes estava sendo concebida primeira equipe universitária de rugby do Rio de Janeiro.
A partir daquele dia Juan Pardal, Marcos Alvito e mais 4 jogadores (estudantes da UFF de graduação e pós-graduação) fizeram do gramado ao lado do Bloco N (Campus do Gragoatá) um improvisado campo de treinamento. Os treinamentos passaram posteriormente a acontecer ao lado do Campo de Futebol da UFF no Campus do Gragoatá fora do horário de aula. O pássaro Quero-Quero, única "testemunha" destes primeiros treinos e até hoje um freqüentador dos gramados da UFF, tornou-se o símbolo do time.
O grupo cresceu à medida que os jogadores insistiam em convidar amigos para se juntar ao grupo. À medida que os treinamentos se tornaram rotina, os treinos e a bola oval passaram a compor parte do cenário do Campus do Gragoatá. O grupo atraiu estudantes que viam a movimentação dos treinos, estudantes que observam um dos cartazes fixados anunciando o time e até jogadores de equipes do Rio de Janeiro que estudavam na UFF e viram a oportunidade de estender a pratica do rugby à vida acadêmica
A primeira partida da UFF Rugby foi um jogo na praia de São Francisco, rugby na modalidade Seven-a-Side, contra a equipe do Vila Real Rugby Futebol Clube, assim como a UFF Rugby um grupo novo no rugby fluminense. A UFF contando com um misto de jogadores novatos e experientes venceu o Vila Real, apenas um jogo dos muitos que viriam a compor o histórico da UFF. Participaram daquela partida: Juan Pardal, Pedro "Shinho", Bruno Albudane, Cleeeston, Marcos Alvito, Gustavo Xeroso, Tarso, Monkey, Pança, Rafael Sampaio, Chico e Roberto Mol.
Partida assistida por um grande número de pessoas, dentre admiradores do rugby e jogadores que prestigiavam o surgimento de mais uma equipe.

### O primeiro torneio
O primeiro torneio da UFF Rugby foi o Torneio Universitário de Rugby Seven a Side de Piracibaca (SP), em 2004. O plano para a participação neste torneio, que poderia ser chamado de o Brasileiro Universitário de Rugby Seven-a-side, começaram a um mês após o primeiro jogo, e como preparação a tal foram feitos vários amistosos na praia com o Rio Rugby e na grama com o Niterói Rugby Juvenil. Entre vitórias e derrotas o aprendizado foi posto à prova em Piracicaba. O grupo que viajou foi um pouco diferente do que participou do primeiro jogo da UFF, o que já evidencava o crescimento do grupo. Viajaram para representar a UFF Rugby: Juan Pardal, Pedro "Shinho", Bruno Albudane, Gustavo Xeroso, Rafael IACS, Rafael Preá, Chico, Tarso, Cleeeston, Marcos Alvito e Daniel Rolha. Ainda acompanharam o grupo as meninas que iniciaram o rugby feminino na UFF, Luciana, Renatinha e Morango.
A tensão do primeiro jogo foi quebrada com o kick-off. A partir daí foram vitórias convincentes contra Londrina, Mamutes e Medicina Ribeirão (este um pouco mais apertado). O primeiro lugar nos deu direito a disputar a Taça de Ouro. Na eliminatória uma derrota para a Farmácia-USP. Fomos para disputa do terceiro lugar contra a equipe da Engenharia Mackenzie. A vitória naquele jogo firmou o time da UFF no rugby universitário.

### O Rugby XV
Após várias incursões no rugby seven e ten-a-side, um jogo de rugby union deveria ser a afirmação da UFF Rugby. Para tal seria necessário um grupo de ao menos 20 pessoas em condições de jogo. Quando esse patamar foi atingido foi agendado um jogo. Esta partida viria a encerrar o primeiro ciclo de crescimento da equipe, O adversário escolhido foi o RJ Union e o local da partida o campo de Itaipuaçu, em Maricá.
O primeiro jogo de XV de um time em seu primeiro ano de existência. Entraram em campo: Xeroso, Jeferson, Cleeeston, Bruno, Bernardo (Lafere Mesquita), Dudu (Eduardo Lafere Mesquita), Juan, Chico, Shinho (cap), Mitrano (Rafael Mitrano), Hugo, Tarso, Flávio, Gaúcho, Henrique. Entrara durante o jogo: Rolhão, Bafo, Brinco, Ricardo e Iuri. O resultado deste jogo: UFF Rugby 26 x 18 RJ Union. Mas o placar, hoje, pouco importa, o marco que este jogo representou sim. A chegada de novos integrantes à UFF a satisfação dos "fundadores" da UFF em ver pela primeira vez mais de 15 jogadores em campo, e toda uma rotina de treinos e novos membros a partir desta data, a disposição para novos compromissos de rugby XV e a participação em competições oficiais da modalidade.
Atualmente o rugby é parte da rotina da UFF e a UFF rugby é uma equipe importante no cenário fluminense, tendo participado de todas as edições do campeonato fluminense (desde a modlidade de etapas ten-a-side até o torneio de XV) e outras competições de âmbito universitário e clubístico.